# کویامنگ گرنت (نیومکزیکو)
کویامنگ گرنت (به انگلیسی: Cuyamungue Grant) یک منطقهٔ مسکونی در ایالات متحده آمریکا است که در نیومکزیکو واقع شده‌است. کویامنگ گرنت ۲۲۶ نفر جمعیت دارد و ۱٬۸۶۶٫۰۱ متر بالاتر از سطح دریا واقع شده‌است.